# 怒江大峡谷
怒江大峽谷，位於橫斷山脈西部，橫跨西藏與雲南的交界地帶，屬於怒江中游河段。 從西藏索曲河口以下至嘉玉橋的河段已初步展現峽谷的形態，谷深約500-800米。從嘉玉橋向下，直至雲南六庫附近的中游河段，怒江則在海拔超過4,000米的高黎貢山與怒山（碧羅雪山）之間穿過。兩大山脈南北對峙，平行延展，怒江深切其中，形成狹長陡峭的大峽谷，谷深達1,000-2,000米。
谷底的海拔自北向南逐漸降低，從約1,800米降至1,000米，河谷寬度約在100-150米之間，而最狹窄處僅有60~80米。怒江水流湍急，沿江一帶平坦的階地極為罕見，僅在部分支流匯入口形成小規模的洪積—沖積扇，適合村落與農田的分布。然而，在丙中洛一帶的峽谷內，河曲階地較為連續且面積廣闊。此外，貢山、福貢、六庫等地的河谷階地，則成為怒江沿岸的重要聚落和農業區域。

## 形成
怒江峽谷的形成，是由於河流沿近南北走向的怒江大斷裂帶強烈侵蝕切割所致。 峽谷兩側的山體主要由花崗岩、大理岩、片麻岩和片岩等堅硬岩層構成。

## 氣候
峽谷的南北氣候差異十分顯著。 六库一带海拔低於900米的河谷地區，年均氣溫超過20℃，年降水量在1,000毫米左右，屬於南亞熱帶氣候；而北至貢山一帶，年均氣溫下降至14.7℃，一月平均氣溫不足10℃，年降水量反而增加至1,667.4毫米，呈現出南部炎熱乾燥、北部濕潤涼爽的氣候特徵。峽谷中的森林植被保存較好，海拔2,000米以下的溫暖河谷，適合種植梨、茶葉、柑橘、香蕉、核桃等經濟作物。然而，由於長期的砍伐和墾殖，水土流失日益嚴重，導致生態環境逐步惡化。

## 人文
怒江大峽谷因多元的民族文化而聞名於世，這裡是傈僳族最主要的聚居地，同時也是怒族與獨龍族唯一的定居區域。 此外，還有普米族、白族、彝族、納西族、藏族、景頗族、傣族等共計20多個民族在峽谷中繁衍生息。沿著峽谷延伸的茶馬古道，已有近千年的歷史。